# Hervé Bellec
Pour les articles homonymes, voir Bellec.
Hervé Bellec est un écrivain français né en 1955. Il a été musicien dans le groupe de rock humoristique Fernand L’Éclair (un 45 tours chez Nevenoe en 1980), bistrotier puis professeur d'histoire et géographie à Brest, et collabore à la revue ArMen.

## Œuvre
Bibliographie
- Garce d'étoile, Taulé, éd. Bretagnes, 1990, rééd. 2003, récit de son pèlerinage à Compostelle, réédité en 2018[4].
- Écrire en Bretagne (avec Yvon Le Men et Pierre Abgrall), Libraires de Bretagnes, 1991.
- La Nuit blanche, éditions NIL, 2000, rééd. Coop-Breizh, 2006, prix Édouard-et-Tristan-Corbière et prix Mocaer de l'association des écrivains bretons[5].
- Le Beurre et l'argent du beurre, Blanc Silex, 2002; rééd. Géorama, 2020.
- Yann et le petit menhir qui voulait devenir phare, Coop-Breizh, 2003.
- Félicité Grall, Coop-Breizh, 2004 ; rééd. Robert Laffont, 2004.
- L'École de la place, Coop-Breizh, 2004.
- Mutations, 2004.
- Un bon Dieu pour les ivrognes, Coop-Breizh, 2006.
- Demain, j'arrête d'écrire, Coop-Breizh, 2007.
- Sur le chemin de Stevenson, éd. Ouest-France, 2007.
- Les Sirènes du Transsibérien, éd. Géorama, 2008 ; rééd. Presse-Pocket, 2017.
- Une heure de sommeil en moins, éd. Coop Breizh, 2009.
- Brèves de Bretagne, éd. Edicité, 2009.
- Si c'est ma femme, je suis pas là, éd. Dialogues.fr, 2011.
- Monts d'Arrée (avec les photographies de Jean-Yves Guillaume), éd. Géorama, 2013.
- Rester en rade, illustrations de Philippe Keravran ; évocation de la rade de Brest ; éd. Dialogues, 2013.
- Je hais les dimanches -, éd. Dialogues, 2015.
- Je hais les dimanches - Saison 2, éd. Dialogues, 2016.
- Nouvelles de Bretagne (collectif, avec A. Le Gouëfflec, Daniel Cario, Fabienne Juhel, N. de Broc, Olivier Cousin), Magellan et Cie, 2017.
- K.B., Voyage au cœur de la Bretagne, illustrations d'Alain Goutal, éd. Dialogues, 2017.
- La Bretagne, on l'aime pour..., Suzac, 2019.
- Lulu tout simplement, Presses de la Cité, 2020, rééd. Presses-Pocket, 2021 [6], prix de la ville de Vannes[7].
- Bouts de chemins en Bretagne, 30 rencontres, 30 randonnées, Ouest-France, 2020.
- La balade de Bob Kerjan, Géorama, 2020.
- L'île Wrac'h, avec des estampes de Jean-Pierre Blaise, éditions Ouest-France, 2021.
- Chez Scarlette, Presses de la Cité, 2021.

Théâtre
- Reuz' n' Roll, 2006.